# Andrés Cabrejas Molina
Andrés Cabrejas Molina, Villarejo Sobrehuerta (Conca), 30 de novembre de 1681-Jaén, 4 de setembre de 1746. Fou bisbe de Jaén.
Es trobava de canonge de la Catedral de Conca quan va tenir el nomenament de Bisbe de Jaén, mandat al qual va romandre des de 1738 fins a 1746. Durant aquest temps es va acabar el cadirat del cor de la Catedral de Jaén al centre de la cresteria pot veure's el seu escut tallat, així com va promoure l'ampliació del temple de Sant Mateu a la població de Baños de la Encina, on al seu interior, damunt d'una de les finestres dels timpans del creuer es troba el seu escut. La seva sepultura es troba al Cor de la Catedral de Jaén.